# Pieter Danckerts de Rij

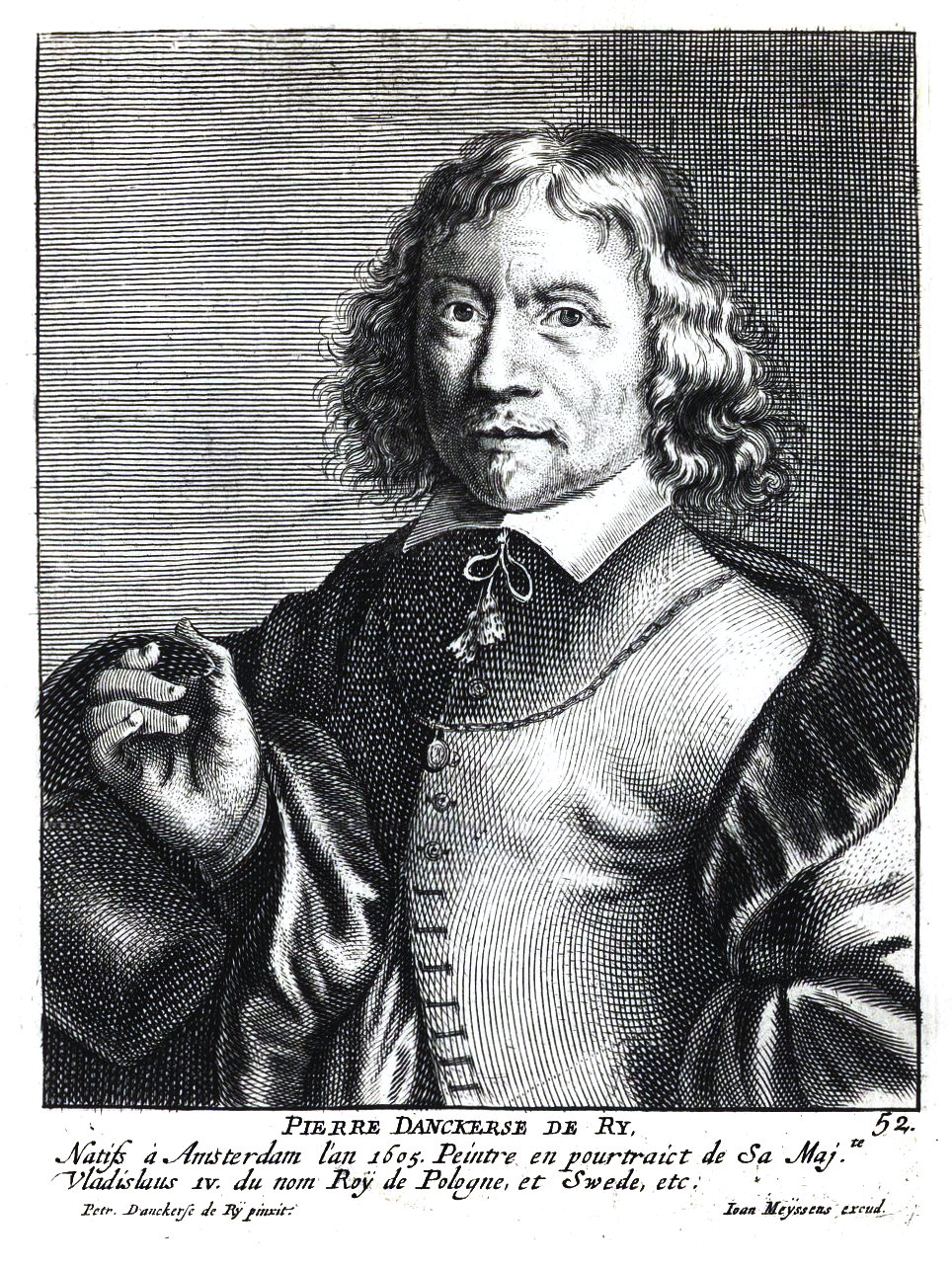
Pieter Danckerts de Rij in Het Gulden Cabinet van Cornelis de Bie uit 1662

Pieter Danckerts de Rij (Amsterdam, december 1605 - aldaar, begraven op 15 december 1660) was een Nederlands kunstschilder, tekenaar en architect in de Gouden Eeuw die vooral bekend is vanwege zijn portretten. 
Hij was een zoon van beeldend kunstenaar en bouwmeester Cornelis Dankarts de jongere (Amsterdam, 1561 - aldaar, 1634) die de toenaam De Rij (De Ry) voerde. Danckerts kreeg zijn artistieke opleiding bij de schilder Paulus Moreelse. Rond 1634 was hij actief in Amsterdam, waar hij werkte als decoratieschilder en architect. In 1638 vertrok hij naar Polen, waar hij hofschilder werd van Wladislaus Wasa. Hij woonde en werkte in het Pools-Litouws Gemenebest in Warschau, Danzig, en Vilnius. In Warschau decoreerde hij samen met Giovanni Battista Gisleni de marmeren salon van het Koninklijk Paleis, waar hij een reeks portretten van de voorouders van Wladislas Wasa en diens zoon Sigismund Casimir schilderde. Rond 1659 keerde Danckerts terug naar Amsterdam, waar hij tot zijn dood in december 1660 verbleef. Hij werd begraven in de Westerkerk te Amsterdam. Danckerts bleef ongehuwd. Zijn oeuvre omvat voornamelijk portretten en figuurvoorstellingen in olieverf.

## Galerij

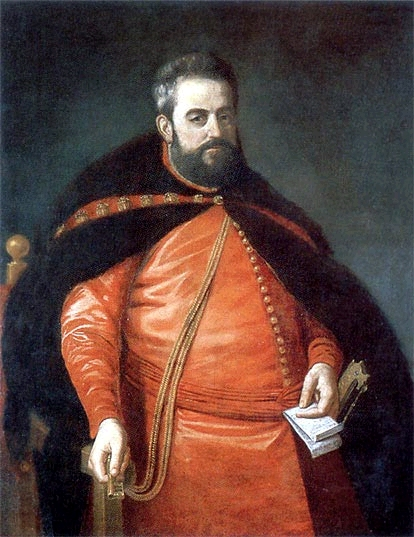
Portret van Adam Kazanovski
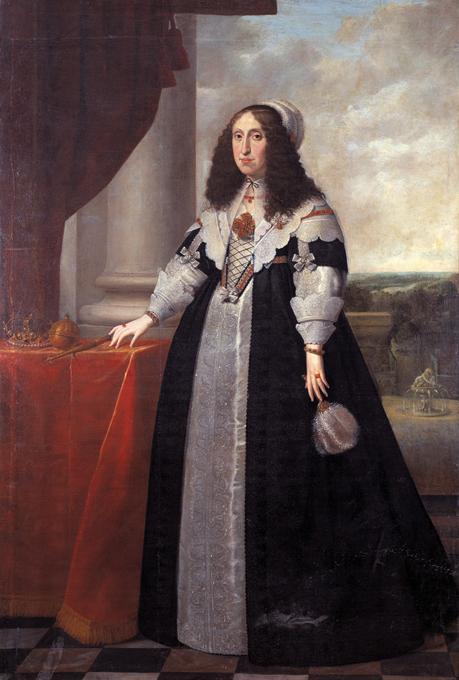
Portret van Cecilia Renata van Oostenrijk
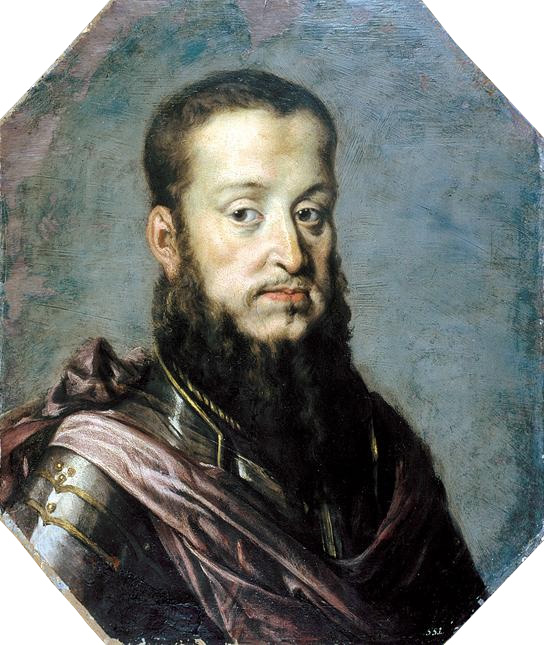
Portret van Sigismund II August van Polen
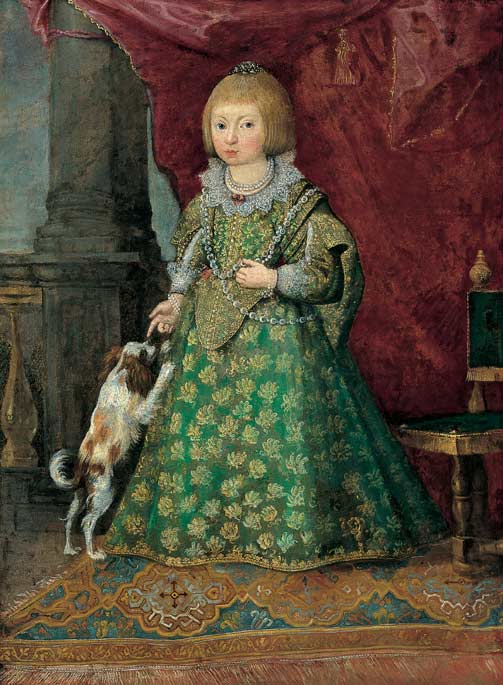
Onbekende Poolse prinses
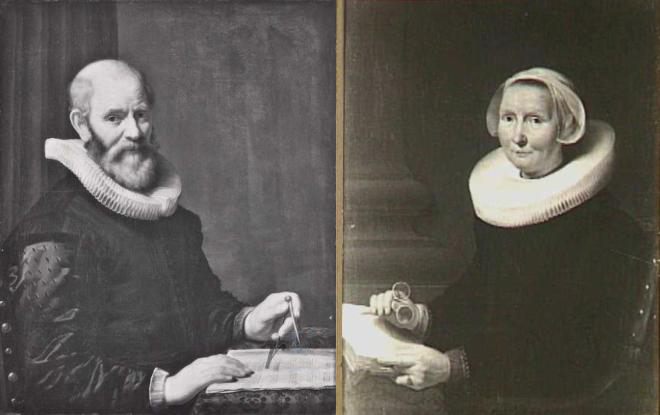
Portretten van zijn ouders
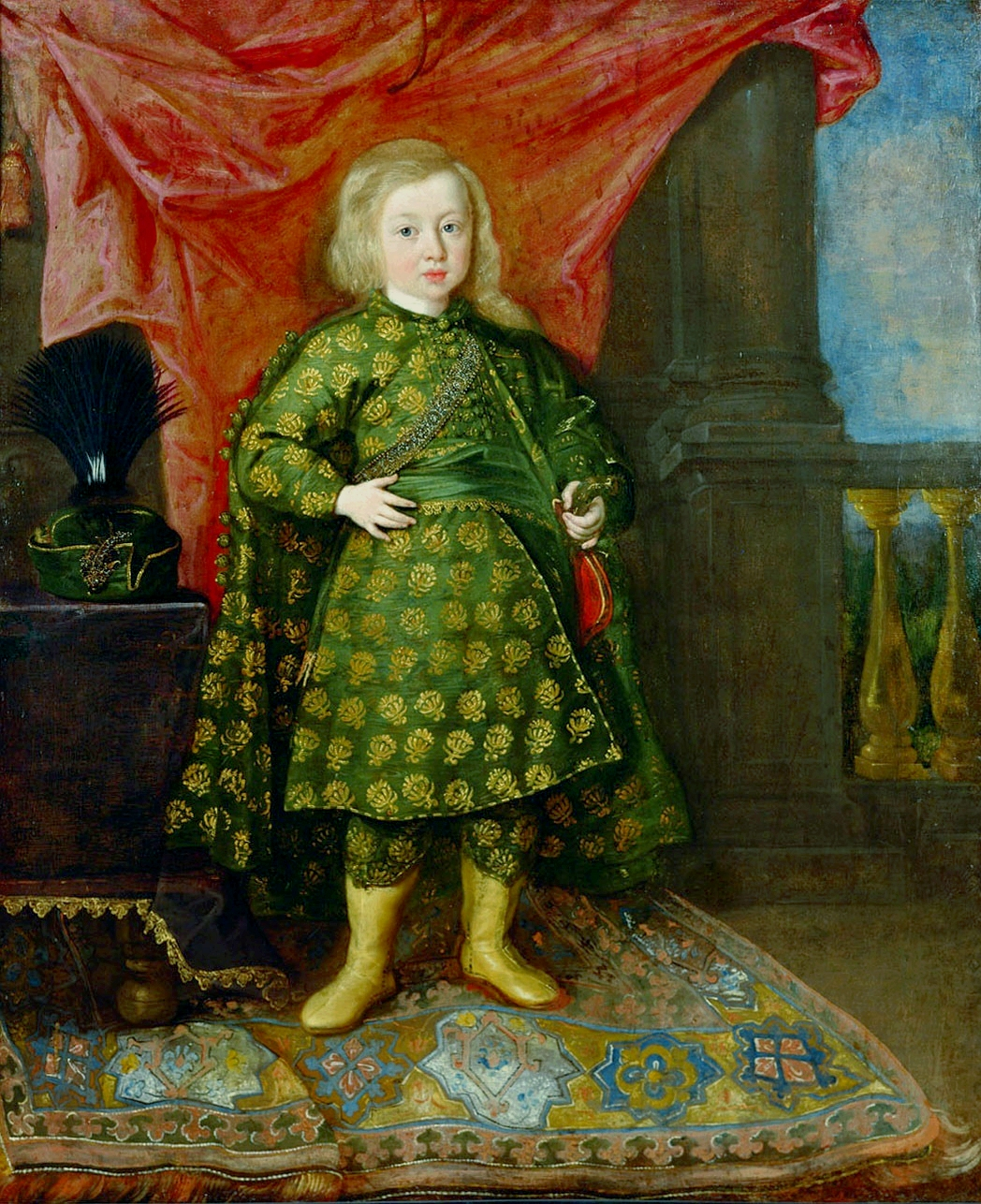
Sigismund Casimir van Oostenrijk (1640-1647)

- Biografisch Portaal: 02711383
- Digitale Bibliotheek voor de Nederlandse Letteren: danc013
- Gemeinsame Normdatei: 138779090
- International Standard Name Identifier: 0000 0000 7024 4431
- KulturNav: 39b95c86-a555-4c11-ac2a-f264aa4edcd7
- Library of Congress Control Number: no2015126184
- Nationale Bibliotheek van Polen: a0000002662672
- Nederlandse Thesaurus van Auteursnamen: 192866915
- RKD-Nederlands Instituut voor Kunstgeschiedenis: 19921
- Union List of Artist Names: 500005109
- Virtual International Authority File: 95711995
- WorldCat: E39PBJxhrxV9Wt3dY7RKRgcgKd